# 2003 WS188
2003 WS188, também escrito como 2003 WS188, é um objeto transnetuniano que está localizado no Cinturão de Kuiper, uma região do Sistema Solar. Este corpo celeste é classificado como um provável plutino, pois, o mesmo está em uma ressonância orbital de 2:3 com o planeta Netuno. Ele possui uma magnitude absoluta de 9,0 e tem um diâmetro estimado com 70 km.

## Descoberta
2003 WS188 foi descoberto no dia 20 de outubro de 2003 pelo astrônomo Marc W. Buie.

## Órbita
A órbita de 2003 WS188 tem uma excentricidade de 0,237 e possui um semieixo maior de 39,328 UA. O seu periélio leva o mesmo a uma distância de 30,000 UA em relação ao Sol e seu afélio a 48,656 UA.